# شاهرود (حاجی‌آباد)
شاهرود (حاجی‌آباد)، روستایی از توابع بخش فارغان شهرستان حاجی‌آباد در استان هرمزگان ایران است.

## جمعیت
این روستا در دهستان فارغان قرار دارد و براساس سرشماری مرکز آمار ایران در سال ۱۳۸۵، جمعیت آن ۴۹۴ نفر (۱۰۵خانوار) بوده‌است.